# Capital Mundial de la Cuchillería

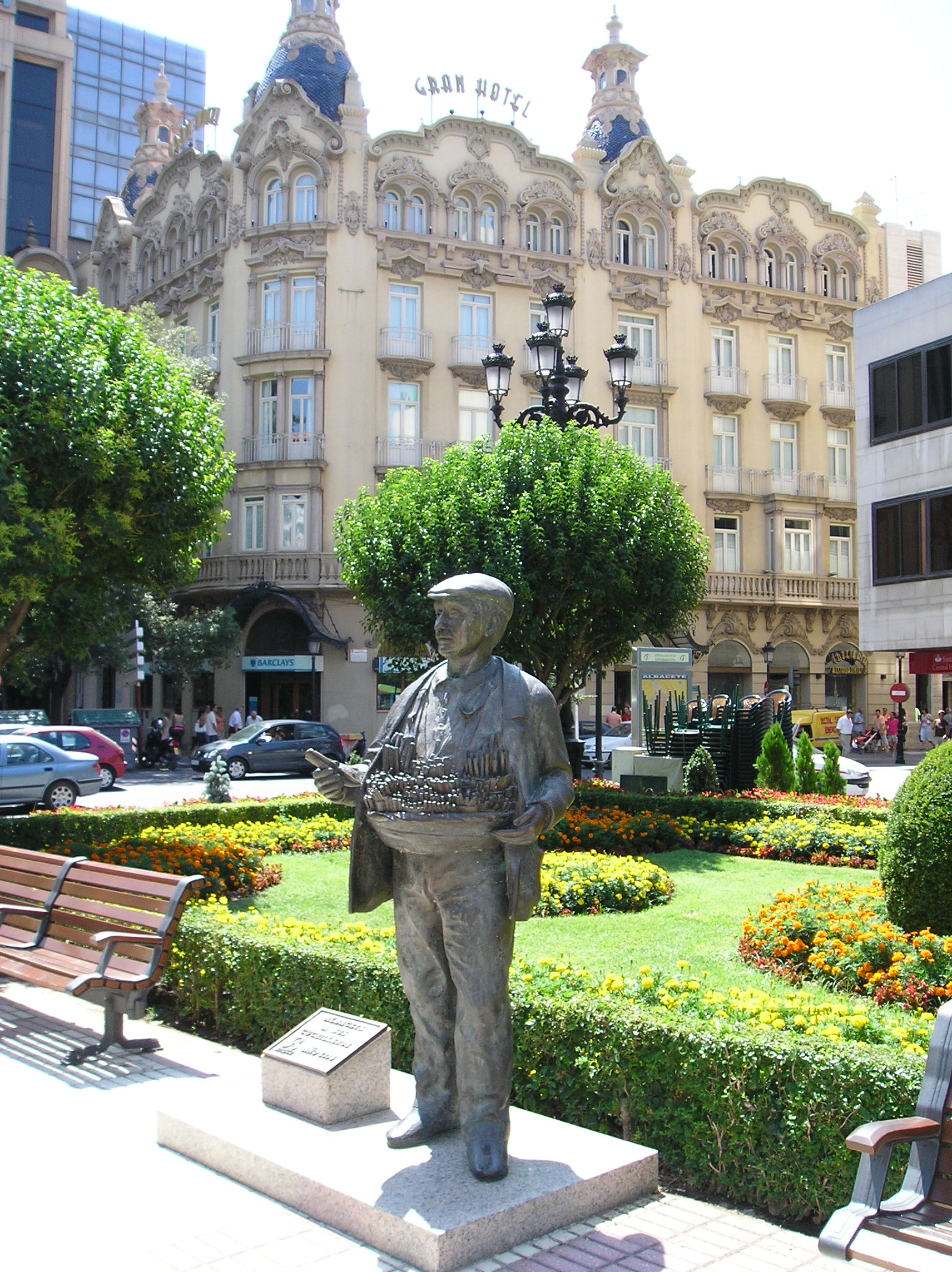
La ciudad española de Albacete fue capital mundial de la cuchillería en 2022. En la imagen, su simbólico monumento al Cuchillero.

Capital Mundial de la Cuchillería es un título de periodicidad bianual conferido por el conjunto de capitales cuchilleras del mundo a una ciudad, que durante un año tiene la posibilidad de mostrar el desarrollo, el arte y la cultura de la cuchillería.
El nombramiento de una ciudad como capital mundial de la cuchillería comporta el desarrollo de un extenso programa de eventos culturales que incluye todo tipo de manifestaciones artísticas relacionadas con la cuchillería. 
Esta designación supone importantes beneficios económicos, culturales y turísticos para la ciudad elegida, que puede aprovechar la oportunidad para transformar su tejido cultural. 
La capitalidad mundial de la cuchillería conlleva además la organización del Encuentro Mundial de Capitales de la Cuchillería, que agrupa a las ciudades cuchilleras del planeta –más de cuarenta–.
La idea de la designación de la Capital Mundial de la Cuchillería se gestó en el transcurso del primer Encuentro Mundial de Capitales de la Cuchillería, que tuvo lugar en Thiers (Francia), la capital gala de la cuchillería, en 2016. En el Albacete Meetings de 2022 se constituyó la Asociación Mundial de Capitales de Cuchillería, organismo que rige la cuchillería en el mundo.

## Capitales mundiales de la cuchillería

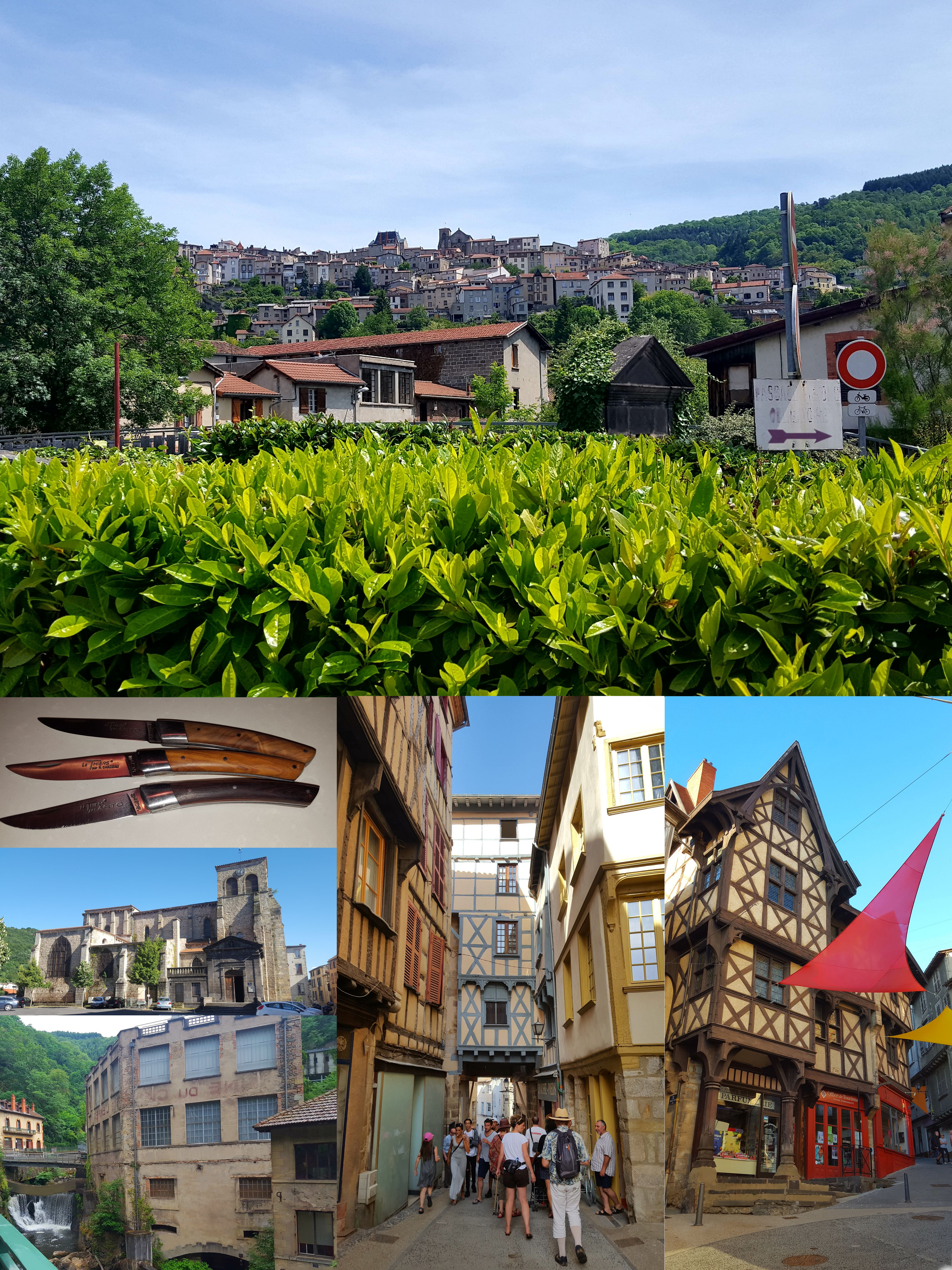
Thiers, capital francesa de la cuchillería, fue la primera capital mundial de la cuchillería.

Las capitales mundiales de la cuchillería organizadoras de los Encuentros Mundiales de Capitales de la Cuchillería han sido las siguientes:
| Año  | Ciudad   | País      | Notas |
| ---- | -------- | --------- | --- |
| 2016 | Thiers   | Francia   | I Encuentro Mundial de Capitales de la Cuchillería                                                                            |
| 2018 | Thiers   | Francia   | La capitalidad se mantiene en Francia por segunda edición.                                                                    |
| 2022 | Albacete | España    | Evento pospuesto de 2020 a 2022 por la pandemia de COVID-19. Se constituyó la Asociación Mundial de Capitales de Cuchillería. |
| 2024 | Tandil   | Argentina | Primera edición fuera de Europa                                                                                               |